# Jackson Fear
Jackson Fear, född 13 januari 1978, död 21 juli 2006, var en australisk bågskytt. Han deltog vid olympiska sommarspelen 1996.